# Oswald Junkes
Oswald Junkes (* 13. Juni 1921 in Trier; † 2. November 1993 in Newel) war ein deutscher Gewichtheber.

## Werdegang
Oswald Junkes wuchs in Trier auf und begann dort mit 17 Jahren mit dem Gewichtheben. Beim ASV Trier war Helmut Opschruf, der Olympiavierte im Halbschwergewicht von 1936, sein Trainer. Sein Talent zeigte sich, als er 1939 deutscher Jugendmeister in der Klasse bis 60 kg Körpergewicht wurde. Nach Kriegsbeginn konnte er zunächst noch bis 1943 bei den deutschen Meisterschaften starten, ehe auch er den Krieg und die Kriegsgefangenschaft erleiden musste. Aber schon 1948 war er wieder dabei. Trotzdem haben ihm Krieg und Nachkriegszeit die besten Jahre als Sportler geraubt. 1951, als die deutschen Gewichtheber endlich wieder bei internationalen Meisterschaften starten durften, hatten sie durch die zwölfjährige Abstinenz den Anschluss an die Weltspitze gänzlich verloren. Dazu kam, dass die Verbandsführung und der Sportwart wenig taten, um die deutschen Gewichtheber wieder an die Weltspitze heranzuführen. Dies führte dazu, dass die bundesdeutschen Gewichtheber noch 1960 in etwa auf dem Leistungsstand von etwa 1936/1937 waren. Auch Oswald Junkes, der als Betriebselektriker bei der Deutschen Post tätig war, schaffte es alleine nicht. Während er als Berufstätiger erst nach seiner beruflichen Arbeit, die wöchentliche Arbeitszeit betrug damals noch 48 Stunden, mit dem Training beginnen konnte, wurden für die sog. "Staatsamateure" in den Ostblockstaaten aus politischen Gründen hervorragende Voraussetzungen für Leistungssport geschaffen. So dauerte es nicht lange, bis die Athleten aus der Sowjetunion, Polen, Ungarn, Bulgarien, der CSSR und der DDR die bundesrepublikanischen und westeuropäischen Gewichtheber weit überholten. Erst als ab Mitte der 1970er Jahre auch für die bundesdeutschen Athleten die Bedingungen verbessert wurden und vor allem bessere Trainer engagiert wurden, stellten sich wieder internationale Erfolge ein (Mang, Milser, Immesberger, Negwer, Bergmann, Nerlinger). Oswald Junkes konnte davon nicht mehr profitieren.

## Internationale Ergebnisse
(OS = Olympische Spiele, WM = Weltmeisterschaft, EM = Europameisterschaft, Fe = Federgewicht, Le = Leichtgewicht, Mi = Mittelgewicht)
- 1951, 6. Platz, WM + EM in Mailand, Fe, mit 290 kg, hinter Gouda, Ägypten, 310 kg, Runge, Dänemark, 310 kg, Creus, England, 302,5 kg, Heral, Frankreich, 295 kg und Giordano, Italien, 295 kg, EM-Wertung: 4. Platz;
- 1952, 16. Platz, OS in Helsinki, Fe, mit 290 kg, Sieger Rafael Tschimischkian, UdSSR, 337,5 kg, vor Nikolai Saksonow, UdSSR, 332,5 kg;
- 1955, 9. Platz, WM + EM in München, Le, mit 337,5 kg, EM-Wertung: 6. Platz, Sieger Nikolai Kostylew, UdSSR, 382,5 kg, vor Gouda, 365 kg;
- 1956, 7. Platz, EM in Helsinki, Le, mit 330 kg, Sieger Kostylew, 377,5 kg vor Josef Tauchner, Österreich, 357,5 kg

Als sog. „Master“ (35 bis 80 Jahre) startete Oswald Junkes dann noch viele Jahre bei Welt- und Europameisterschaften und errang unter anderem 1987 in Puerto Rico den Titel eines Seniorenweltmeisters.

## Deutsche Meisterschaften
Olympischer Dreikampf mit Ausnahme von 1950, wo ein Vierkampf zusätzlich mit einarmigem Reißen durchgeführt wurde.
- 1940, 2. Platz, Fe, mit 262,5 kg, hinter Anton Richter, Wien, 287,5 kg;
- 1942, 1. Platz, Fe, mit 277,5 kg, vor Willi Dorawa, Hamborn, 277,5 kg;
- 1943, 1. Platz, Fe, mit 282,5 kg, vor Dorawa, 280 kg;
- 1948, 1. Platz, Fe, mit 290 kg, vor Ewald Breßlein, Essen, 282,5 kg;
- 1949, 1. Platz, Fe, mit 282,5 kg, vor Franz Almesberger, Passau, 257,5 kg;
- 1950, 1. Platz, Fe, mit 357,5 kg, vor Max Sprügel, Regensburg, 335 kg;
- 1951, 1. Platz, Fe, mit 287,5 kg, vor Sprügel, 280 kg;
- 1952, 2. Platz, Fe, mit 295 kg, hinter Breßlein, 297,5 kg;
- 1953, 1. Platz, Le, mit 317,5 kg, vor Jakob Weil, Mainz, 315 kg;
- 1954, 1. Platz, Le, mit 325 kg, vor Hans Neuhaus, Essen, 322,5 kg;
- 1955, 1. Platz, Le, mit 332,5 kg, vor Willi Kolb, Stuttgart, 332,5 kg;
- 1956, 4. Platz, Le, mit 325 kg, hinter Kolb, 347,5 kg, Roland Lortz, Groß-Zimmern, 340 kg und Weil, 330 kg;
- 1957, 3. Platz, Le, mit 325 kg, hinter Kolb, 340 und Weil, 335 kg;
- 1962, 3. Platz, Mi, mit 345 kg, hinter Albert Huser, Mannheim, 372,5 kg und Weil, 345 kg

Deutsche Rekorde:
im beidarmigen Reißen:
- 97,5 kg, 1950 im Federgewicht